# 길퍼드 4인과 매과이어 7인
길퍼드 4인(Guildford Four)과 매과이어 7인(Maguire Seven)은 각각 1975년과 1976년에 잉글랜드 사법부에서 1974년 10월 5일의 길퍼드 선술집 폭파 사건의 범인으로 지목해 감옥에 집어넣은 무고한 사람들이다. 1989년에 길퍼드 4인에 대하여, 1991년에 매과이어 7인에 대하여 무죄가 선고되었으나, 일부는 감옥에서 사망하였다. 2005년 2월 9일 토니 블레어 영국 총리는 이들에 대해 공식 사과했다.
길퍼드 4인이 급진주의적 아일랜드 공화국군(IRA)의 테러와 연관되었다는 직접적인 증거는 없었다. 패트릭 암스트롱과 캐롤 리처드슨은 불법 점거 건조물에 살고 있었고 여러건의 경범죄를 저지른 전력이 있었다.
재판과정에서 길퍼드 4인은 경찰들의 고문으로 인해서 허위자백을 했다고 주장했으나 이는 받아들여지지 않았다. 이들은 살인죄를 인정받아 종신형을 선고받았다. 당시 판사는 반역죄로 기소되었으면 사형을 선고할 수 있었을 것이라며 유감스러워하는 등 노골적인 반감을 표시할 정도였다. 제리 콘런의 가족 등 7명도 추가로 기소되었고 이들을 매과이어 7인이라고 부른다.
1977년 2월 다른 혐의로 재판받던 4명의 IRA 단원들이 변호사에게 길퍼드 4인은 누명을 쓴 것이고 자신들이 길퍼드 폭탄 테러를 일으켰다는 말을 했다. 그러나 이들은 길퍼드 혐의에 대해서는 기소되지 않았다. 범인들도 길퍼드 폭탄 테러로 기소되지 않았기 때문에 이에 대해서는 더 이상 이야기 하지 않았다. 길퍼드 4인은 항소했으나 받아들여지지 않았다.
1989년 사건을 조사하던 탐정(detective)은 패트릭 암스트롱의 경찰 심문 내용을 타자기로 친 초안을 발견했는데, 이것이 상당히 많이 편집되어 있었다. 삭제하거나 추가한 부분도 있었으며 순서를 바꾸기도 했다. 하지만 재판에 제출한 타자기로 친 심문 내용이나 심문과정에서 손으로 쓴 내용은 새로 발견된 초안과 동일했다. 이것은 심문과정에서 손으로 쓴 내용이 오히려 심문이 있은 뒤에 작성되었다는 사실을 암시하는 것이었고, 경찰이 짜깁기를 한 것이 아닌가하는 의혹을 불러 일으켰다.
새로운 증거를 바탕으로 길퍼드 4인의 항소는 인정되었다. 재심결과 경찰이 거짓말을 했다는 사실이 드러났으며, 길퍼드 4인은 무죄 선고를 받았다(길퍼드 4인 중의 한 명인 폴 힐은 북 아일랜드에서 영국군을 살해다는 다른 혐의가 풀린 1994년까지 감옥에 갇혀 있었다). 애초에 이들을 기소할 때부터 정확한 증거 없이 무리하게 수사한 면이 있었으며, 이 사건을 계기로 영국의 사법체계에 대해 많은 논란이 있었다.

## 길퍼드 4인
폭탄테러 실행책으로 기소된 이들이다. 아일랜드인 남성 세 명과 잉글랜드인 여성 한 명으로 구성되어 있다. 모두 무기징역이 선고되었다.
| 피고인 성명                                      | 재판 당시 연령 | 혐의                                                           |
| ------------------------------------------------ | -------------- | -------------------------------------------------------------- |
| 파울 미카엘 힐 Paul Michael Hill                 | 21             | - 길퍼드선술집 폭파 - 울위치 폭파 - 영국 군인 브라이언 쇼 살해 |
| 제러드 "제리" 콘런 Gerard "Gerry" Conlon         | 21             | - 길퍼드 선술집 폭파                                           |
| 패트릭 "패디" 암스트롱 Patrick "Paddy" Armstrong | 25             | - 길퍼드 선술집 폭파 - 울위치 폭파                             |
| 캐롤 리처드슨 Carole Richardson                  | 17             | - 길퍼드 선술집 폭파                                           |

## 매과이어 7인
폭발물(니트로글리세린)을 전달한 운반책으로 기소된 이들이다.
| 피고인 성명                                    | 관계                          | 재판 당시 연령 | 선고   |
| ---------------------------------------------- | ----------------------------- | -------------- | ------ |
| 앤 매과이어 Anne Maguire                       |                               | 40             | 14년형 |
| 패트릭 매과이어 Patrick Maguire                | 앤의 남편                     | 42             | 14년형 |
| 패트릭 매과이어 Patrick Maguire                | 앤과 패트릭의 아들            | 14             | 4년형  |
| 빈센트 매과이어 Vincent Maguire                | 앤과 패트릭의 아들            | 17             | 5년형  |
| 숀 스미스 Sean Smyth                           | 앤 매과이어의 남동생          | 37             | 12년형 |
| 패트릭 오닐 Patrick O'Neill                    | 가족들의 지인                 | 35             | 12년형 |
| 패트릭 "주세페" 콘런 Patrick "Giuseppe" Conlon | 앤의 형부. 제리 콘런의 아버지 | 52             | 12년형 |

## 같이 보기
- 벨파스트 협정